# Hiw (langue)
Cet article concerne la langue. Pour l’île, voir Hiw.
Le hiw (ou hiu) est une langue parlée au nord du Vanuatu, sur l’île du même nom, dans les îles Torres. Avec 280 locuteurs, c’est une langue en danger.
Comme les autres langues autochtones du Vanuatu, le hiw appartient au groupe des langues océaniennes, qui est une branche de la grande famille des langues austronésiennes.
La plupart des locuteurs du hiw parlent également le bichelamar (la langue véhiculaire du Vanuatu) et le lo-toga, langue des îles voisines, parce que les enfants vont généralement à l’école à Lo,.

## Phonologie
Les conventions orthographiques employées sont présentées dans les tableaux ci-dessous à côté de la prononciation correspondante.

### Consonnes
Le hiw a 14 consonnes, dont une spirante latérale vélaire pré-occlusive /g͡ʟ/ très rare. Contrairement à la plupart des langues voisines, le hiw n’a pas de consonne occlusive prénasalisée.
|            | Bilabiales | Alvéolaires | Palatale | Vélaires | Labio-vélaires |
| ---------- | ---------- | ----------- | -------- | -------- | -------------- |
| Occlusives | /p/ p      | /t/ t       |          | /k/ k    | /kʷ/ q         |
| Fricatives | /β/ v      | /s/ s       |          | /ɣ/ g    |                |
| Nasales    | /m/ m      | /n/ n       |          | /ŋ/ n̄    | /ŋʷ/ n̄w        |
| Spirantes  |            |             | /j/ y    |          | /w/ w          |
| Latérale   |            |             |          | /g͡ʟ/ r̄   |                |

La consonne /ɣ/ est prononcée [ɰ] en fin de syllabe.
/g͡ʟ/ est parfois prononcé simplement [ʟ] par les jeunes locuteurs. Historiquement, ce son provient d’un [r] (ce qui explique que ses locuteurs l’écrivent r̄). Le son [r] se trouve d’ailleurs dans certains emprunts récents, tels que perët /pəret/ (« pain », de l’anglais bread) ; cependant, dans des emprunts plus anciens, un r était reflété par /g͡ʟ/ : tatar̄o /tatag͡ʟɔ/ (« prier », du mota tataro).

### Voyelles
Le hiw a neuf voyelles.
|            | Antérieures | Centrales | Postérieures |
| ---------- | ----------- | --------- | ------------ |
| Fermées    | /i/ i       | /ʉ/ u     |              |
| Préfermée  | /ɪ/ ē       |           |              |
| Mi-fermées | /e/ ë       | /ɵ/ ö     | /o/ ō        |
| Moyenne    |             | /ə/ e     |              |
| Mi-ouverte |             |           | /ɔ/ o        |
| Ouverte    |             | /a/ a     |              |

La voyelle /ʉ/ est prononcée [u] après une consonne labio-vélaire ; c’est aussi le cas — optionnellement — de /ə/ dans la syllabe qui précède l’accent tonique.

### Phonologie
Les syllabes en hiw sont de la forme (C)(C)V(C), c’est-à-dire qu’elles sont toutes constituées d’une voyelle, commencent par deux consonnes au plus et se terminent par une consonne au plus.
L'accent tonique frappe régulièrement la dernière voyelle du mot qui n’est pas /ə/. Les seuls cas où un schwa est accentué sont les mots qui ne contiennent que cette voyelle. Dans ces mots, la position de l'accent est imprévisible : n̄eye (« quand ») est accentué sur la première syllabe ([ˈŋəjə]) et veye (« feuille de Pandanus ») sur la deuxième ([βəˈjə]).
Il y a un accent secondaire toutes les deux syllabes : r̄akevar̄en̄wōt (« particulièrement ») est réalisé [ˌɡ͡ʟakəˌβaɡ͡ʟəˈŋʷot].
Le hiw, comme quinze autres langues de la région, a perdu les voyelles qui n’étaient pas accentuées ; en contrepartie, un phénomène de métaphonie a augmenté l’inventaire vocalique des cinq voyelles du proto-océanien à neuf voyelles. Ceci a conduit à donner des groupes de consonnes inhabituels au début de certains mots tels que vti /βti/ (« étoile ») ou wni (« fruit »). Cependant, dans certains cas, pour éviter des mots trop difficiles à prononcer, il y a eu une métathèse ou l’insertion d’un schwa : myok (« mes mains » ; /mjɔk/ et non */jmɔk/), n̄wetōy (« court » ; /ŋʷətoj/ et non */ŋʷtoj/).

## Grammaire

### Pronoms personnels
Le hiw, comme d’autres langues océaniennes, a des pronoms personnels pour trois nombres (singulier, duel, pluriel) sans distinction de genre et avec un « nous » exclusif et inclusif.
| personne | personne  | singulier | duel   | pluriel |
| -------- | --------- | --------- | ------ | ------- |
| 1re      | inclusive | —         | tör̄ö   | tite    |
| 1re      | exclusive | noke      | kamar̄e | kama    |
| 2e       | 2e        | ike       | kimir̄e | kimi    |
| 3e       | 3e        | nine      | sör̄ö   | sise    |

### Nombre verbal
Comme son voisin le lo-toga, le hiw a développé un système riche de nombre verbal, consistant à modifier le radical du verbe en fonction du nombre de son sujet (ou de son actant absolutif). Par exemple, l'action de “tomber” est un verbe sō pour un sujet singulier, iw pour un sujet pluriel; “jeter” est wötog pour un patient singulier, mais tr̄og pour un patient pluriel.
Le hiw possède trente-trois paires de verbes concernés par cette alternance, le plus grand nombre observé dans le monde.